# Politique des gouverneurs
La politique des gouverneurs (en port. política dos governadores) était, sous la Première République brésilienne (1889-1930), un système politique non officiel, imaginé et mis en œuvre par le président Campos Sales (1898 – 1902), et consistant en un échange de faveurs politiques entre le président de la République et les gouverneurs des États fédérés. En accord avec cette politique, le président de la république s’interdisait de s’ingérer dans les affaires des États fédérés, en contrepartie de quoi les gouverneurs apportaient systématiquement leur appui aux décisions de l’exécutif fédéral. Cet appui était obtenu par l’élection et l’envoi au Congrès national de députés dévoués au parti majoritaire, grâce à la collaboration de l’aristocratie foncière, qui savait faire jouer au niveau local son pouvoir de coercition sur les populations rurales.
L’instauration de cette politique clôtura une période d’instabilité qui avait fait suite à la proclamation de la république en 1889 et à l’instauration en 1891 d’un régime fédéral décentralisé au Brésil. La politique des gouverneurs répondait d’une part aux craintes des États fédérés devant les tentations interventionnistes (militaires) du pouvoir central, et d’autre part, pour l’exécutif fédéral, à l’impérieux besoin de stabilité politique et de gouvernabilité, en particulier dans la perspective du remboursement d’un considérable emprunt contracté auprès de banques privées britanniques, lequel emprunt imposait au pays de mener une politique économique austéritaire de plus en plus impopulaire.
Les historiens considèrent la politique des gouverneurs, sur laquelle vint se greffer la dénommée politique du café au lait (qui garantissait que le président de la république fût toujours issu de l’un des deux principaux États, São Paulo et Minas Gerais), comme l’ultime étape du système dit du libéralisme oligarchique, qui permit à l’oligarchie caféière d’avoir de façon durable la haute main sur le pouvoir central. Cependant, la pratique d’une fraude électorale quasi institutionnalisée, qui conduisit à des élections controversées, et la survenue d’autres antagonismes, selon d’autres lignes de fracture, que la politique des gouverneurs n’était pas en mesure de neutraliser, finirent par déclencher plusieurs révolutions, dont celle, réussie, de 1930, qui mit fin à la Première République brésilienne.

## Contexte
Au terme de la phase de début de la Première République brésilienne, qui avait été sous la domination des militaires, et après qu’eurent été surmontées les crises de transition du gouvernement de Prudente de Morais (1894-1898), vint le moment d’institutionnaliser les relations entre pouvoir central et gouvernements des États fédérés. Dans la suite en effet, le pays allait être largement gouverné par les aristocraties régionales, dont le pouvoir s'enracinait solidement dans le coronélisme de l’intérieur, dans le cadre d’un régime où chaque État fédéré constituait en pratique une entité autonome.
Au sein de la nouvelle structuration républicaine et fédéraliste décentralisée, les heurts s’intensifièrent entre les coronels, qui se disputaient l’hégémonie locale et disposaient à cette fin de milices armées fortes de plusieurs centaines d’hommes. Dans certaines régions, le conflit se répandit sur toute l’étendue du territoire et prenait ainsi une dimension intéressant l’État fédéré dans son ensemble. À plusieurs occasions, ces conflits donnèrent lieu à l’intervention du gouvernement fédéral. En dépit de la décentralisation, le gouvernement central restait donc fort et influent, se réservant l’usage des meilleures ressources financières, demeurant seul compétent en matière de défense extérieure, et s'appliquant à assurer la pleine obédience des États fédérés à la constitution fédérale. Ces attributions constitutionnelles servirent à justifier une série d’interventions militaires décisives dans les États fédérés, qui suscitèrent de fortes craintes dans les oligarchies de tout le pays. Au milieu de la décennie 1890, les desseins du gouvernement central apparaissaient encore incertains, et le militarisme ambiant, où généraux et amiraux aspiraient à la présidence de la république et inclinaient vers davantage de centralisme, se présentait comme une menace réelle. La gouvernabilité du Brésil était d’autre part mise en péril par de constantes hostilités entre l’exécutif et le Congrès national.
L’instabilité politique se doublait de — et était alimentée par — une grave crise financière et une situation de dépression économique consécutives à la chute des prix du café. Depuis le milieu du XIXe siècle, l’activité sucrière brésilienne avait vu sa compétitivité internationale s’effriter, conduisant par contre-coup à une dépendance accrue de l’économie brésilienne à la caféiculture. En 1890, le Brésil produisait les deux tiers de la consommation mondiale de café, et le produit de cette activité représentait 65 % des entrées de devises du pays. Lorsque les prix du café chutèrent vertigineusement sur le marché international, l’importation de devises et, partant, le remboursement de la dette extérieure, en furent compromis. Facteur aggravant, le Brésil vivait alors la crise financière dite de l’encilhamento et connaissait en même temps une inflation galopante.

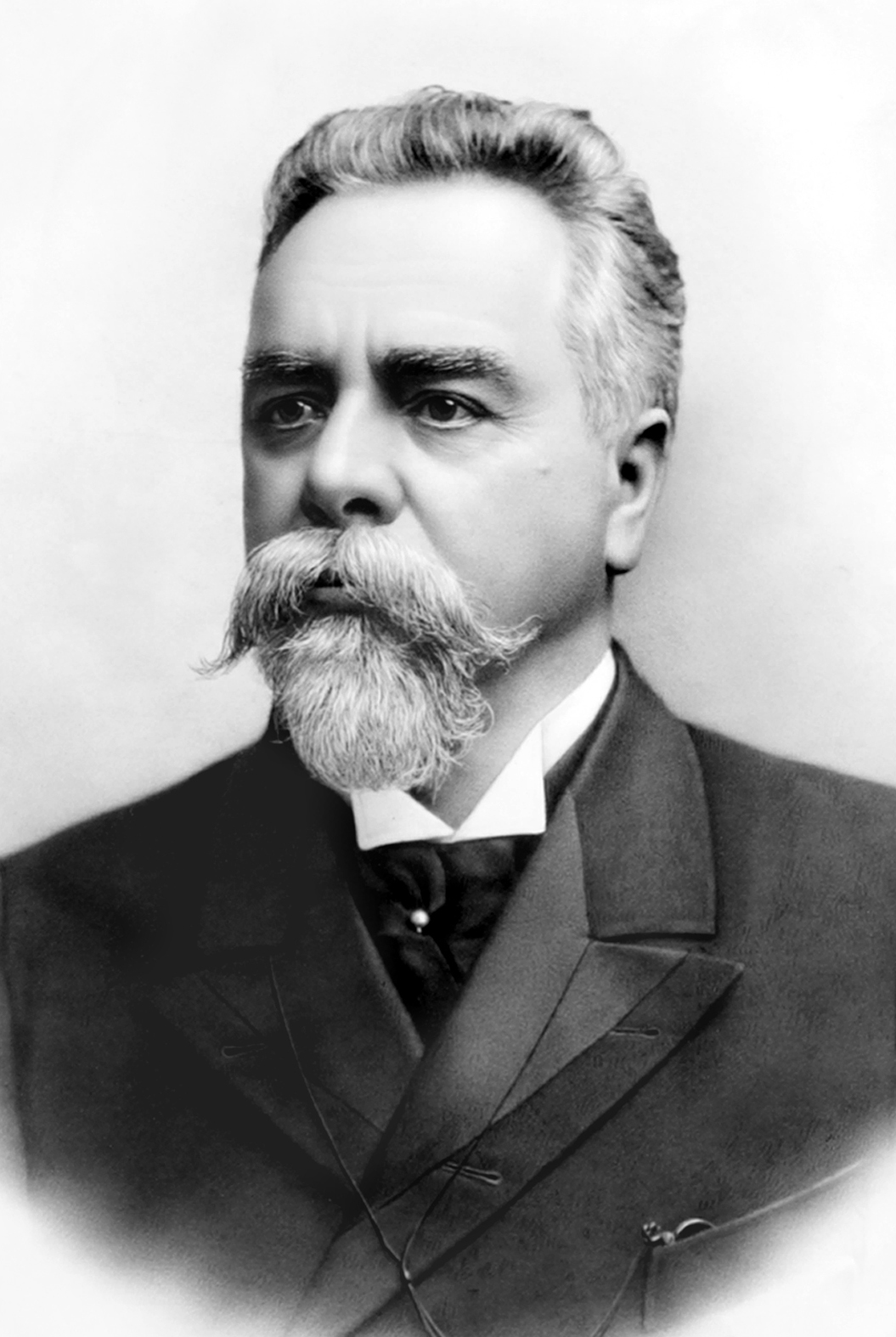
Le président Campos Sales, conccepteur et initiateur de la politique des gouverneurs.

Pendant la dernière année du gouvernement de Prudente de Morais, l’on commença à mettre en œuvre un vaste programme de stabilisation financière, qui déboucha sur la conclusion d’un accord visant à consolider la dette extérieure. Ledit accord fut élaboré par le paulista et futur président Campos Sales, qui fut chargé de négocier avec les banquiers anglais – en l’espèce la London and River Plate Bank et la banque Rothschild – le dénommé funding loan, lequel prévoyait un considérable prêt d’environ dix millions de livres au Brésil, prêt associé à un moratoire fixant le début du remboursement à trois ans plus tard, soit en 1901. Le Brésil échappa de la sorte à un défaut de paiement et stabilisa ses comptes extérieurs, mais eut à adopter une politique d’austérité impliquant de grands sacrifíces de la part de la société.
Ainsi la politique proposée par le gouvernement tendait-elle à répondre aux exigences des banquiers britanniques et s’employait-elle à mettre en œuvre une série de mesures anti-inflationnistes, telles que la réduction des investissements publics, la suppression des mesures d’incitation à l’industrie, l’augmentation des recettes de l’État, et la mise en place d’un nouvel impôt, appelé Lei do Selo (litt. loi du Timbre), destinée à contrôler le commerce. Plus tard, dans son discours d’ouverture des travaux du Congrès en 1899, le président Campos Sales déclara ne pas être intéressé à s’ingérer dans les affaires politiques des États fédérés, et sut s’acquerir ainsi l’appui quasi absolu des parlamentaires présents. En contrepartie, il escomptait qu’au Congrès prévalussent dorénavant les intérêts supérieurs de la nation, lesquels se confondaient avec la politique d’assainissement financier entreprise par le gouvernement. Conscient des difficultés qu’il aurait à affronter, Campos Sales sollicita le soutien des parlementaires, en même temps que leur tolérance et discipline « afin d’atteindre les objectifs patriotiques ».
Investi de la présidence le 15 novembre 1898, Campos Sales s'efforça de donner une forme politique plus serrée à la nouvelle structure nationale fragmentée en place depuis 1891. Cette forme politique, non officielle, qui vint à être appelée politique des gouverneurs, impliquait qu’en pratique le gouvernement central devait respecter les décisions des partis détenant le pouvoir dans chaque État fédéré, moyennant que ces partis élussent, pour le Congrès national, des députés absolument fidèles au président de la République. Les gouverneurs étaient désignés par le pouvoir central et étaient habilités à destituer les députés qui ne se pliaient pas à eux. Dans le système ainsi mis en place, le gouvernement fédéral obtenait l’appui des oligarques dans les États fédérés en leur offrant des ressources financières et en leur promettant la liberté d’action politique. En contrepartie, les gouvernements locaux prenaient toutes mesures propres à faire élire des hommes politiques désignés par le gouvernement central. Ceci s’accomplit sans toucher à la base politique des États fédérés, les coronels, chefs de l’aristocratie foncière locale traditionnelle. C'est justement avec leur collaboration que les partis établis au niveau des différents États entendaient s’assurer par avance la composition des sièges du Congrès : à travers la mainmise exercée par les coronels sur leur électorat, compris dans leurs fameux « prés carrés électoraux » respectifs (currais eletorais, litt. enclos électoraux).

## Définition
La politique des gouverneurs était, sous la Première République brésilienne, un système politique non officiel, imaginé et mis en œuvre par le président Campos Sales (1898 – 1902), qui consistait en un échange de faveurs politiques entre le président de la République et les gouverneurs des États fédérés. Selon cette politique, le président de la république s’interdisait de s’ingérer dans les affaires des États fédérés, en contrepartie de quoi les gouverneurs prêtaient leur appui politique à l’exécutif fédéral, plus particulièrement à la politique fiscale et monétaire de celui-ci. Le problème le plus pressant de Campos Sales était en effet de remplir les obligations découlant du contrat de prêt conclu avec la banque Rothschild en 1898, contrat qui consolidait la dette extérieure du Brésil et prévoyait un moratoire pour redresser la notation financière du pays.
Le président de la république appuyait les décisions des présidents des États fédérés, comme le choix des successeurs de ceux-ci, et en échange, les gouverneurs apportaient leur soutien politique au gouvernement fédéral, en collaborant à l’élection des candidats (désignés d’avance) au sénat fédéral et à la chambre des députés, afin que ces deux corps donnent leur total appui au président de la république. De cette façon, les strapontins des États fédérés au sénat et à la chambre des députés n’opposaient aucun obstacle au président de la république, permettant à celui-ci de mener librement sa politique. Les présidents de la république seront toujours des anciens présidents d’État fédéré, ce qui garantissait qu’ils eussent une grande experience administrative.
Campos Sales lui-même dit à propos de sa politique des États :

« D’autres ont donné à ma politique la dénomination de « politique des gouverneurs ». Ils seraient plus dans le vrai s’ils avaient dit « politique des États ». Cette dénomination exprimerait mieux ma pensée ! »

— Campos Sales
Comparant l’empire du Brésil avec la république, il déclara :

« Dans ce régime, ai-je dit dans mon dernier message, la véritable force politique, qui dans l’unitarisme strict de l’Empire résidait dans le pouvoir central, se disloqua au bénéfice des États [fédérés]. La politique des États, c’est-à-dire la politique qui fortifie les liens d’harmonie entre les États et l’Union, est donc, dans son essence, la politique nationale. C’est là, dans la somme de ces unités autonomes, que se trouve la véritable souveraineté de l’opinion. Ce que pensent les États, l’Union le pense ! »

— Campos Sales
Ce montage politique informel fut à l’origine de — et fut menée parallèlement à — la politique du café au lait, et contribua à façonner diverses pratiques politiques au Brésil jusqu’à aujourd’hui.

## Fonctionnement
Dans le cadre de cet accord politique, les gouverneurs des États fédérés s’abstenaient de faire opposition au gouvernement fédéral (central) et en conséquence donnaient instruction aux membres du congrès issus de leurs rangs à toujours voter en faveur des projets de l’exécutif. Lors des élections, les gouverneurs usaient de tous les moyens (légaux ou non) à leur disposition pour faire élire des députés et sénateurs voués à prêter systématiquement leur appui politique au président de la république. Liés aux grands propriétaires terriens (les coronels), les gouverneurs utilisaient le voto de cabresto (litt. voix de licol, c’est-à-dire l’échange d’une voix aux élections contre des faveurs ou simplement contre le droit d’occuper telle étendue de terre dans une grande propriété improductive), la fraude électorale et l’achat de voix, afin d’assurer que leurs représentants soient élus aux élections.
Dans ce système non officiel, le président de la république était censé ne jamais interférer avec la vie politique interne des États fédérés, et le gouvernement fédéral savait opportunémént clore un œil devant la corruption, les malversations de toutes sortes et la mauvaise gestion, qui caractérisaient le gouvernement de bon nombre d’États fédérés.
La figure du coronel jouait dans ce système un rôle de premier plan : par son pouvoir économique et par d’autres moyens coercitifs, celui-ci obligeait les populations locales à voter pour les hommes politiques qui avaient la faveur de la classe dominante. Pour obtenir ce résultat, il n’était pas rare 
qu’on en vînt à falsifier le décompte des voix et à user de violence envers la population. En l’absence de secret des urnes, le coronel dominait les électeurs dans sa zone d’influence, s’assurant des voix (voix de licol) pour son candidat en échange de quelque bénéfíce, tel qu’un poste dans un hôpital ou un emploi dans la fonction publique, pour les vassaux de son enclos (curral). À son tour, le coronel soutenait le pouvoir politique de l’État fédéré, qui soutenait le gouvernement fédéral. En retour, le gouvernement au niveau fédéral octroyait des faveurs aux dirigeants de l’État fédéré, lesquels en aval récompensaient les coronéis, leur permettant d’avoir la main haute sur l’administration de leurs fiefs électoraux.
Aussi cet échange de faveurs impliquait-il à la fois le président de la république, les gouverneurs des États fédérés, les députés et sénateurs, ainsi que d’autres titulaires d'une charge publique : le coronel commandait dans les municipalités rurales, accordant des emplois à ses affidés ; le gouverneur n’avait pas à affronter d’opposition à l’assemblée législative de l’État fédéré ; de même que le président de la république voyait toutes ses initiatives automatiquement approuvées par le congrès national.
Les meilleures preuves du bon fonctionnement de cette politique des gouverneurs sont sans doute la perpétuation des mêmes groupes politiques dans les différentes provinces et la rémanence de la dénommée politique du café au lait, terme par lequel il est d’usage au Brésil de désigner l’alternance de dirigeants politiques paulistas et mineiros à la fonction présidentielle. Cette alternance reflétait le rôle central joué par l’État de São Paulo (le plus puissant économiquement) et par celui de Minas Gerais (dont le poids démographique était alors le plus important) sur la scène politique et économique brésilienne.

### La «décollation»
L’un des principaux mécanismes de maintien de la politique des gouverneurs était la Commission de vérification des pouvoirs (en port. Comissão de verificação de poderes), à laquelle il incombait de s’assurer de la régularité de l’élection des députés et sénateurs. Cette commission, qui se composait de cinq parlementaires, était habilitée à émettre le jugement final sur toute victoire électorale au Brésil, et avait la capacité, en alléguant quelque type de fraude ou d’infraction à la loi électorale, de « décapiter » (degolar, c’est-à-dire répudier) des candidats sortis vainqueurs du scrutin. À la tête de ladite commission se trouvait un politicien de confiance du président de la république, et ses membres étaient des députés favorables au gouvernement fédéral. Ceux des candidats arrivés vainqueurs mais qui appartenaient à l’opposition se voyaient presque immanquablement empêchés d’exercer leur mandat, après que la commission eut jugée illégale leur élection. Par cette décollation (degola en portugais), comme on vint à appeler cette pratique, le gouvernement fédéral s’autorisait à invalider le mandat des personnalités politiques de l’opposition.

## Contestations et fin de la politique des gouverneurs
Comme de juste, les mesures économiques adoptées par le gouvernement provoquèrent une hausse immédiate du prix des produits alimentaires. Tout au long du mandat de Campos Sales se succédèrent les faillites bancaires et d’entreprises, tandis qu'étaient pratiquées des coupes salariales et que le chômage était en hausse. Cette situation, de plus en plus impopulaire, valut au président le sobriquet de « Campos Selos ». Cependant, l’accord conclu par le gouvernement central avec les gouverneurs et les députés avait établi des règles objectives, qui contribuèrent à créer des relations stables entre le pouvoir central et les groupes dirigeants en place dans les États fédérés.
Le grand pacte aristocratique national sanctionné par les politiques dites des gouverneurs et du café au lait connut quelques entorses avec l’élection à la présidence en 1910 du maréchal Hermes da Fonseca, qui était originaire du Rio Grande do Sul, et avec l’investiture en 1919 du vice-président Epitácio Pessoa, natif du Paraíba. Ce nonobstant, l’hégémonie des oligarchies caféières se maintint intacte jusqu’à 1930. Déjà au moment où fut approuvée la nouvelle forme d’organisation de la Commission de vérification des pouvoirs, la légitimité du système de représentation fut fortement mise en doute et finit par être dénoncée comme un artifice, car portant atteinte aux principes du libéralisme. Dans la décennie 1920, entre autres critiques, les lieutenants accusaient le système fédéraliste oligarchique d’avoir donné naissance à 20 « fiefs » dans le pays. Malgré les persistantes dénonciations et les agitations politiques, qui s’amplifièrent avec les soulèvements des lieutenants, le système oligarchique consolidé instauré par le gouvernement de Campos Sales perdura presque tout au long de la República Velha et ne prit fin qu’avec la revolution de 1930.

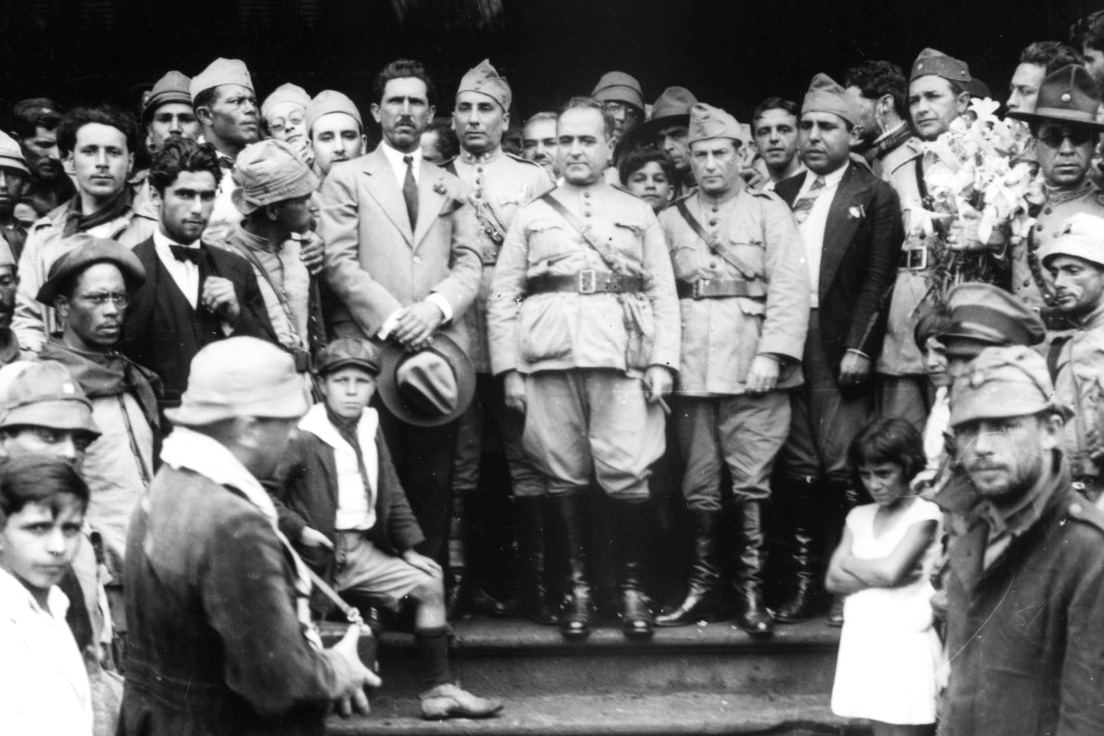
La révolution de 1930 mit fin à la politique des gouverneurs et porta Getúlio Vargas (au centre de la photo) au pouvoir.

Ce fut, dans le fond, le développement des centres urbains brésiliens qui fit chanceler l’hégémonie des oligarchies. Au fil du temps, le milieu rural et les outils de domination liés à cet espace cédèrent la place à de nouveaux groupes sociaux avides d’élargir leurs possibilités d’action politique. D’autre part, si la prépondérance de São Paulo dans la vie politique nationale n’était pas remise en cause, les autres États fédérés jouissant en effet de suffisamment d’autonomie et l’économie brésilienne étant fort tributaire de l’oligarchie paulista, des foyers de mécontentement finirent néanmoins par se faire jour, en particulier dans le sud et dans le Nordeste. L’exacerbation de tous ces antagonismes fera finalement éclater la revolution de 1930 et aura raison de la politique des gouverneurs.
Quant à l'État de Minas Gerais, dotée certes d’une économie importante, son poids était avant tout politique, attendu qu’elle était la province la plus peuplée et envoyait, conformément aux règles électorales de l’époque, le plus grand nombre de députés au Congrès, ce qui rendait l’appui politique de l’oligarchie mineira indispensable à tout président désireux de maintenir l’équilibre des forces et le statu quo prévalant depuis 1898.
En outre, la pratique de la fraude électorale, véritable institution nationale sous la Première République brésilienne, représentait en soi un mécanisme très dangereux en temps de crise, comme l'atteste la victoire électorale de Borges de Medeiros aux élections de 1922 dans l’État du Rio Grande do Sul, victoire frauduleuse qui déclencha la révolution de 1923, donna lieu à une modification de la constitution castilhista, et frappa Borges de Medeiros d’inéligibilité ; en témoigne également la victoire controversée de Júlio Prestes sur Getúlio Vargas aux élections présidentielles fédérales de mars 1930, laquelle victoire conduira justement, en octobre de la même année, à la révolution réussie qui portera le même Vargas à la présidence de la république du Brésil pour une période de quinze ans.

## Gouvernements ayant eu recours au système de lapolitique des gouverneurs
- Campos Sales (1898 - 1902)
 
- Rodrigues Alves (1902 – 1906)
 
- Afonso Pena (1906 – 1909)
 
- Nilo Peçanha (1909 – 1910)
 
- Hermes da Fonseca (1910 – 1914)
 
- Venceslau Brás (1914 – 1918)
 
- Delfim Moreira (1918 – 1919)
 
- Epitácio Pessoa (1919 - 1922)

- Artur Bernardes (1922 - 1926)

- Washington Luís (1926 – 1930)